# Chełst
Chełst je řeka, přítok řeky Łeba, v úmoří Baltského moře, v Pomořském vojvodství v severním Polsku.

## Popis toku
Řeka pramení východně od vesnice Gościęcino v okrese Wejherowo na Koszalinském pobřeží (Pobrzeże Koszalińskie). Dále řeka pokračuje přibližně severním směrem přes Zwartówko, Zwartowo, Ciekocinko, Ciekocino. Za Ciokocinem se do Chełstu zprava vlévá říčka Choczewka. Pak u vesnice Słajszewo se řeka stáčí k západu, zprava se do ní vlévá Kanał Biebrowski, protéká vesnicí Osetnik a u přírodní rezervace Mierzeja Sarbska vtéká do jezera Sarbsko. Tok dále pokračuje přes město Łeba (okres Lębork) a jeho přístav a zprava vtéká do řeky Łeba. Řeka je také využívána vodáky a jako přístaviště.
Na horní části toku Chełstu je pozorován výskyt bobrů.

## Galerie

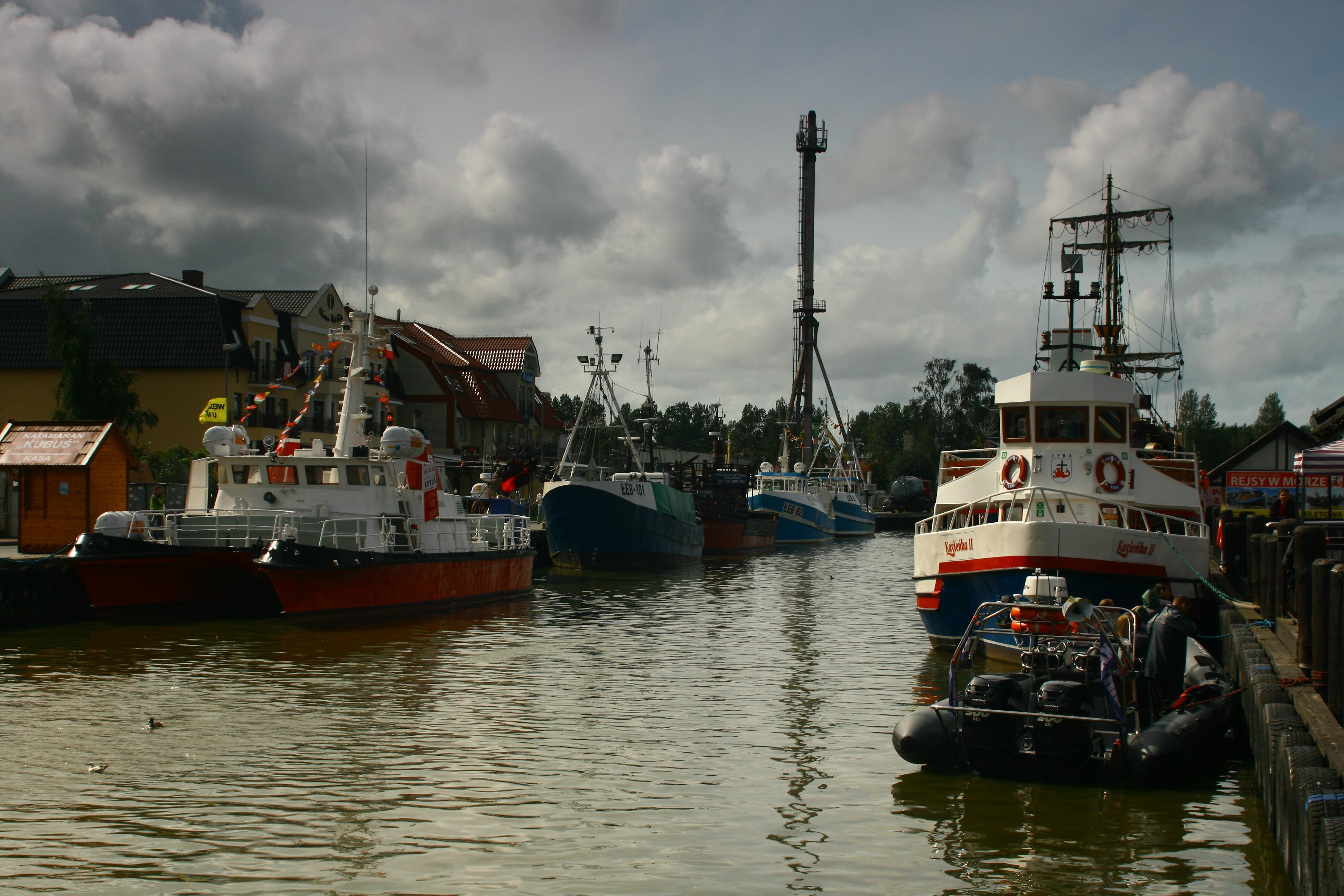
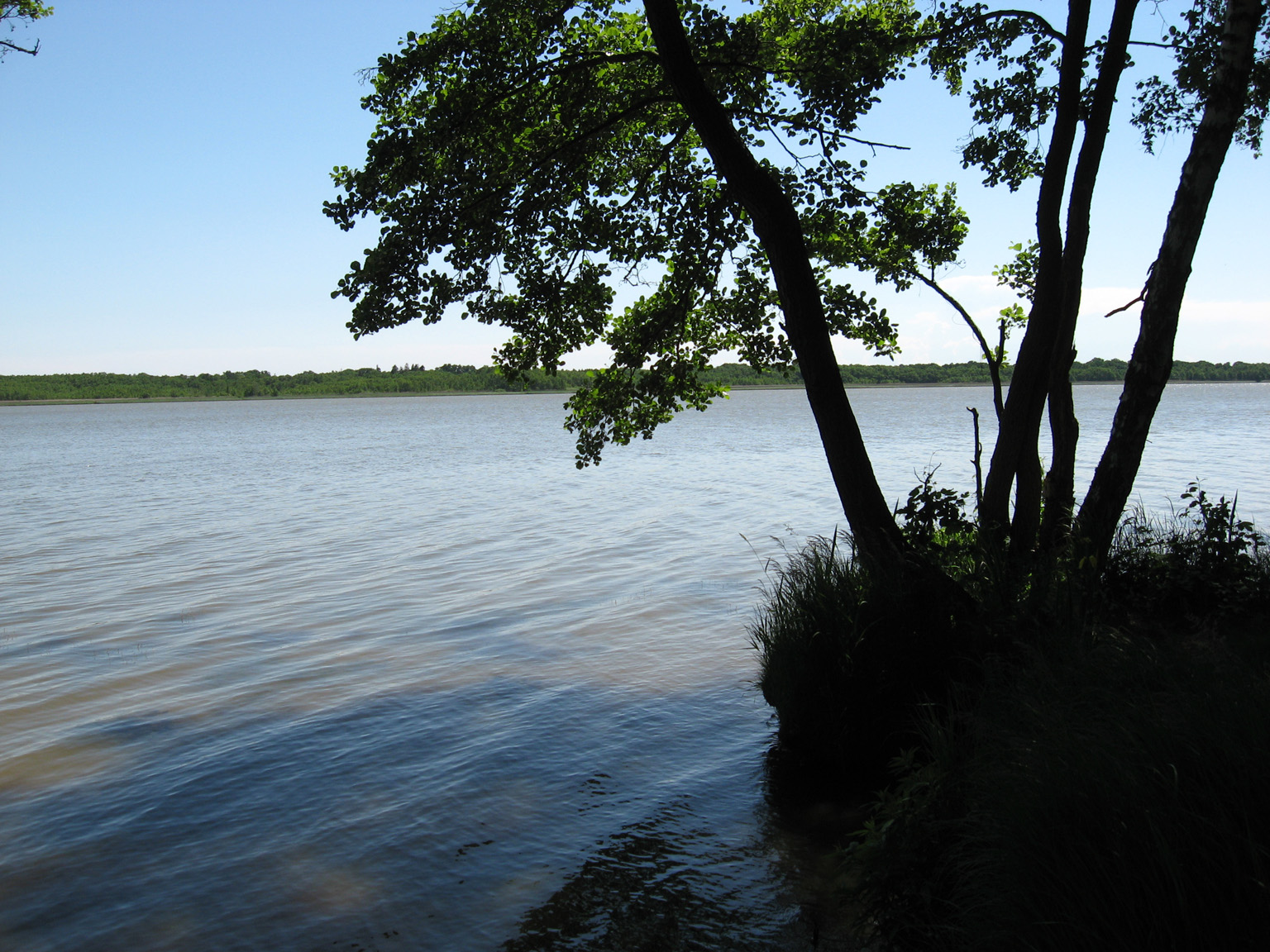
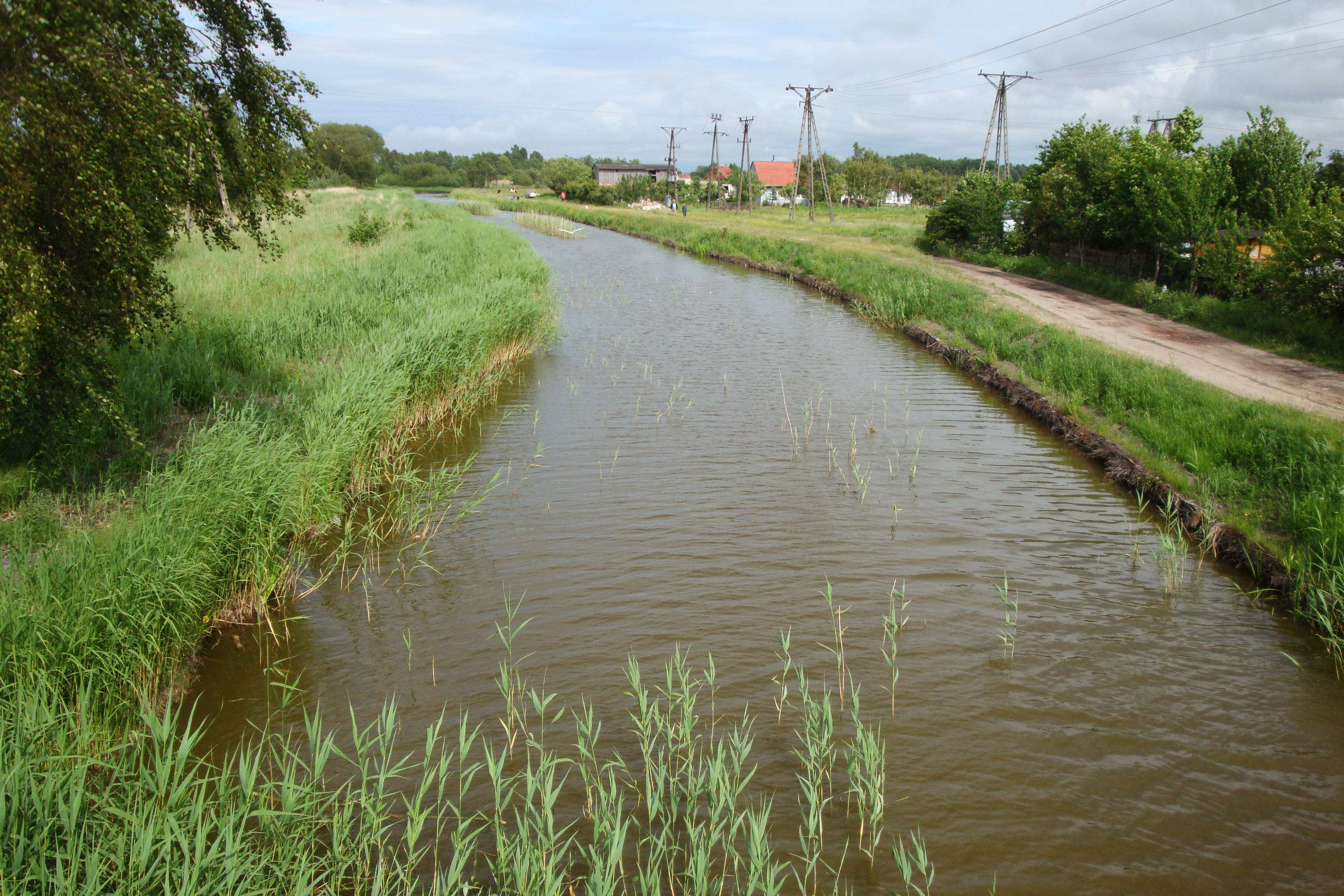
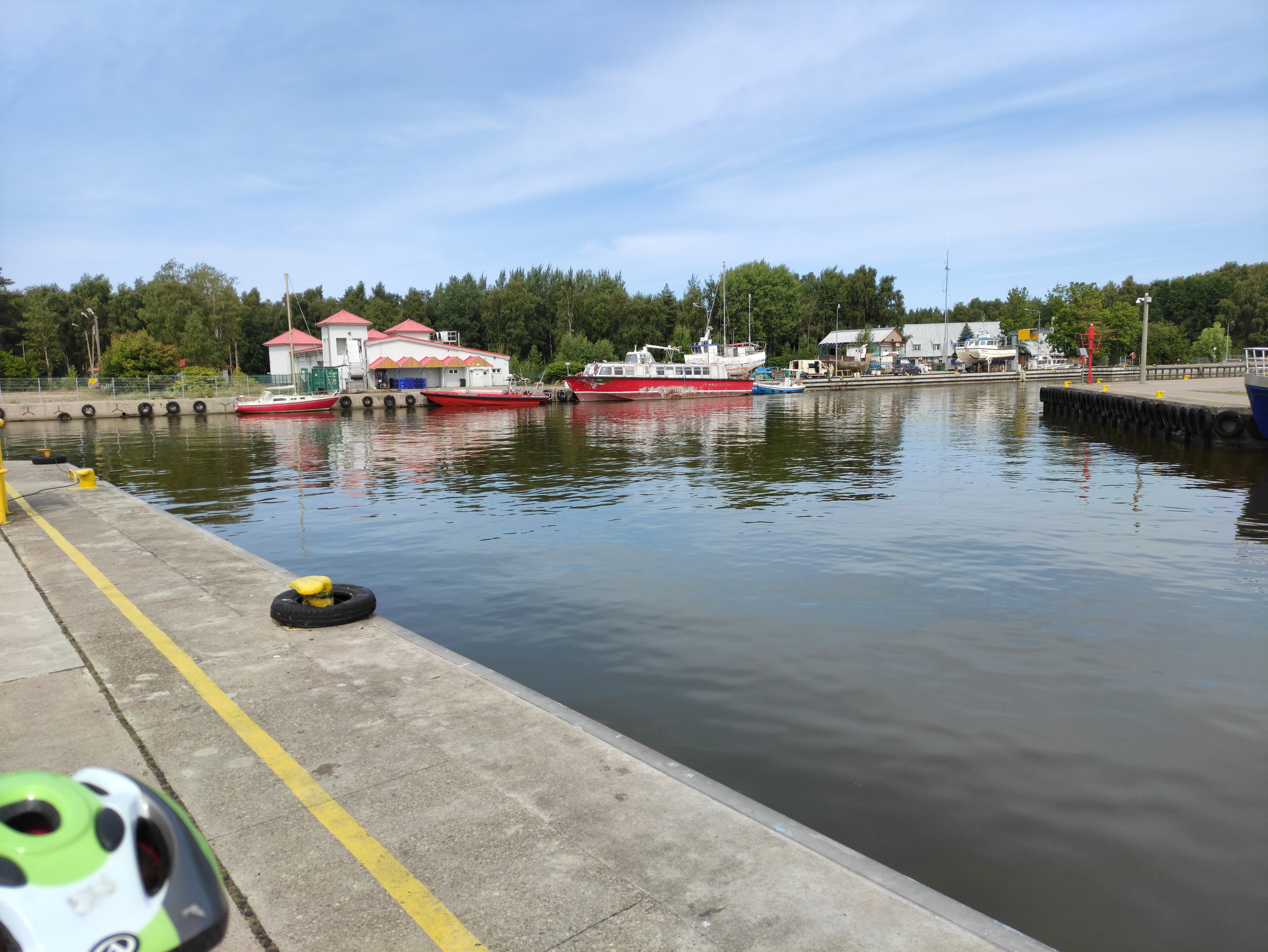
Soutok řek Chełst a Łeba,